# André Franquin
André Franquin (3 tháng 1 năm 1924 – 5 tháng 1 năm 1997) là một họa sĩ hoạt hình người Bỉ có ảnh hưởng lớn, nổi tiếng nhất với những tác phẩm truyện tranh Gaston và Marsupilami, nhân vật được tạo ra khi ông đang sáng tác cho loạt truyện tranh Spirou và Fantasio từ năm 1947 đến năm 1969, thời kỳ được xem là hoàng kim của bộ truyện tranh này.

## Tiểu sử

### Sự khởi đầu của Franquin
Franquin sinh ra ở Etterbeek vào năm 1924. Mặc dù bắt đầu vẽ tranh từ rất sớm, nhưng lớp học vẽ tranh thực sự đầu tiên của Franquin tại École Saint-Luc (trường Saint-Luc) bắt đầu vào năm 1943. Tuy nhiên, một năm sau đó, trường học buộc phải đóng cửa do chiến tranh và Franquin chuyển sang làm việc cho CBA, một xưởng phim hoạt hình hoạt động một thời gian ngắn ở Brussels. Chính ở đó ông đã gặp người bạn đồng nghiệp tương lai của mình: Maurice de Bevere (Morris, tác giả của bộ truyện Lucky Luke), Pierre Culliford (Peyo, tác giả của Smurfs), và Eddy Paape. Ba người họ (trừ Peyo) được Dupuis mướn vào năm 1945, sau sự sụp đổ của CBA. Peyo, khi đó vẫn còn quá trẻ, chỉ chuyển sang làm việc chung với họ sau đó bảy năm. Franquin bắt đầu vẽ bìa và hình cho Le Moustique, một tạp chí tuần về radio và văn hóa. Ông cũng làm việc cho Plein Jeu, một tạp chí hướng đạo ra hàng tháng.
Trong khoảng thời gian này, Morris và Franquin đã được Joseph Gillain (Jijé) huấn luyện, và sau đó chuyển một phần căn nhà của mình làm xưởng sáng tác cho hai họa sĩ trẻ và Will. Jijé khi đó đang sáng tác nhiều truyện tranh được xuất bản trong tạp chí truyện tranh Le Journal de Spirou, trong đó có loạt truyện nòng cốt Spirou và Fantasio. Nhóm làm việc ông có được vào cuối cuộc chiến có tên là La bande des quatre (dịch là "Nhóm Bộ tứ"), và phong cách vẽ mà họ cùng nhau phát triển sau này được gọi là trường phái Marcinelle, Marcinelle là một thị trấn nhỏ ở phía nam Brussels nơi đặt nhà xuất bản Spirou.
Jijé đã truyền lại Spirou và Fantasio cho Franquin, bắt đầu sáng tác chung từ truyện Spirou et la maison préfabriquée, và từ Spirou số 427 phát hành ngày 20 tháng 6 năm 1946, chàng trai trẻ Franquin bắt đầu giữ trách nhiệm sáng tác bộ truyện này. Trong suốt 20 năm, Franquin đã sáng tạo lại phần lớn bộ truyện, tạo ra những kịch bản dài hơn, công phu hơn và một loạt các nhân vật hài hước mới.
Nhân vật đáng chú ý nhất trong số này là Marsupilami, một con vượn đốm hư cấu. Cảm hứng cho một con vượn có cái đuôi dài, linh hoạt Marsupilami đến từ ý tưởng về một phụ tá cho những nhà soát vé tàu điện bận rộn mà các họa sĩ Marcinelle thường gặp trên đường đi làm. Con vật này đã trở thành một phần của văn hóa bình dân Bỉ và Pháp, và xuất hiện trên các ấn phẩm truyện tranh, đồ chơi, và từ năm 1989 là một bộ truyện tranh về riêng nó. Truyện tranh này cũng thu hút cả ở những nước nói tiếng Anh.

### Sự hình thành của một bậc thầy
Đến năm 1951, Franquin đã tìm ra phong cách cho riêng mình. Những truyện của ông xuất hiện hàng tuần trên trang nhất của Spirou đã trở thành một "hit". Tiếp sau sự dẫn dắt của Jijé vàp thập niên 1940, Franquin đã huấn luyện một thế hệ họa sĩ trẻ hơn vào thập niên 1950, đáng chú ý trong số đó là Jean Roba, Jidéhem và Greg, những người đã làm việc chung với ông trong tác phẩm Spirou và Fantasio.
Vào năm 1955, sau một cuộc tranh chấp về hợp đồng với nhà xuất bản Dupuis, Franquin chuyển sang làm việc một thời gian ngắn cho Tintin, một tạp chí cạnh tranh. Điều này dẫn đến sự ra đời của Modeste et Pompon, một loạt truyện khôi hài có sự đóng góp của Goscinny (nổi tiếng với Astérix) và Peyo. Franquin sau đó quay trở lại với Spirou, nhưng những ràng buộc trong hợp đồng với Tintin buộc ông phải cùng lúc làm việc cho hai tạp chí, một sự kiện không bình thường trong ngành công nghiệp truyện tranh. Bộ truyện sau đó đã được chuyển sang những tác giả khác như Dino Attanasio.
Vào năm 1957, tổng biên tập Spirou Yvan Delporte cung cấp cho Franquin ý tưởng về một nhân vật mới, Gaston Lagaffe (từ tiếng Pháp gaffe, nghĩa là "ngớ ngẩn"). Ban đầu câu chuyện đùa chỉ được sáng tác để lấp đầy chỗ trống trong tạp chí, truyện hàng tuần, mô tả những tai nạn xui xẻo và những ý tưởng ngớ ngẩn của một cậu bé văn phòng rảnh rỗi làm việc tại văn phòng tạp chí Spirou, đã thành công ngoài sức tưởng tượng và trở thành một trong những sáng tác nổi tiếng nhất của Franquin. Nhân vật Gaston thường được chào đón như một nhân vật phi anh hùng đầu tiên (với nghĩa là một vai chính thiếu tất cả phẩm chất của một anh hùng, chứ không phải là vai phản diện) trong lịch sử truyện tranh.
Tuy nhiên, Franquin sau đó đã phải trải qua một thời kỳ trầm cảm, buộc ông phải ngừng vẽ Spirou một thời gian. Điều đó xảy ra khoảng từ năm 1961 đến 1963, khi đang sáng tác QRN sur Bretzelburg. Trong khoảng thời gian này, ông tiếp tục vẽ Gaston Lagaffe dù sức khỏe kém, có lẽ do tính ít thực tế của bộ truyện. Trong một truyện, Bravo Les Brothers, những trò hề của Gaston đã khiến ông chủ Fantasio của cậu suy sụp về tâm lý! Khi thất vọng, cậu đã uống vài viên thuốc chống trầm cảm mà "Franquin có lần để quên".
Vào năm 1967, Franquin đã chuyển việc sáng tác Spirou và Fantasio cho tác giả hoạt hình trẻ, Jean-Claude Fournier, và bắt đầu làm việc toàn thời gian cho các sáng tác của riêng mình.
Ông là một thành viên của nhóm phát triển ra ý tưởng Isabelle, những cuộc phiêu lưu của một cô gái nhỏ trong thế giới của các phù thủy. Nhân vật đó được đặt theo tên của cô con gái của Franquin.
Gaston Lagaffe nhanh chóng đi từ những câu chuyện hài tếu đến chuyển tải những quan niệm quan trọng đối với Franquin, như chủ nghĩa hòa bình hay bảo vệ môi trường. Franquin sáng tác liên tục cho đến khi nhắm mắt.

### Thời kỳ cuối của Franquin
Thập niên 1960 chứng kiến một sự thay đổi rõ ràng trong phong cách của Franquin, trở nên dễ dài và khó hiểu hơn. Sự thay đổi về nét vẽ này tiếp tục diễn ra trong thập niên tiếp theo. Chẳng mấy chốc, Franquin được xem là bậc thầy không phải bàn cãi của lĩnh vực này, ngang hàng với Hergé (người trong một cuộc phỏng vấn đã nói rằng ông ta cho rằng Franquin là một nghệ sĩ trong khi ông chỉ là một người vẽ truyện tranh), và ảnh hưởng của ông có thể nhận ra trong hầu hết các họa sĩ truyện tranh được Spirou mướn cho đến cuối thập niên 1990. Những tạp chí truyện tranh dành cho người hâm mộ có từ khoảng năm 1970 đã mô tả những Quái vật của Franquin, những bức vẽ cá nhân về những con quái vật tưởng tượng đặc trưng ch=o nghệ thuật vẽ tranh của ông.
Sự thay đổi cuối cùng, và căn bản nhất, trong các tác phẩm của Franquin diễn ra vào năm 1977, khi ông tiếp tục chịu đựng một sự trầm cảm khác và bắt đầu sáng tác bộ truyện Idées Noires ("Những suy nghĩ đen tối"), đầu tiên để cung cấp cho Spirou, Le Trombone Illustré (với những tác giả khác như René Follet) và sau này là Fluide Glacial. Với Idées Noires, Franquin cho thấy khía cạnh u ám, thất vọng hơn của con người ông. Trong một tập truyện, một cặp ruồi được vẽ đang bay trong một khung cảnh lạ, bàn về sai lầm của những người đi trước đó. Trong cảnh cuối, người ta thấy khung cảnh đó là một thành phố làm từ đầu lâu người, và một con ruồi đã trả lời: "Đừng có khó khăn quá, họ thực sự đã để lại cho chúng ta những thành phố lộng lẫy thế cơ mà". Được vẽ hoàn toàn bằng đen trắng, Idées Noires hướng đến độc giả người lớn hơn hết thảy các tác phẩm khác của Franquin, tập trung vào những cảnh chết chóc, chiến tranh, ô nhiễm và tử hình với kiểu hài hước mỉa mai cay độc.
Với sự nổi tiếng và sự chú ý của nhà phê bình, Franquin đã nhận giải thưởng Grand Prix de la ville d'Angoulême đầu tiên vào năm 1974. Nhiều sách của Franquin đã được xuất bản, một số lượng lớn trong số này được xem là kinh điển cho thể loại này. Chúng được dịch ra nhiều thứ tiếng. Vài cuốn sách viết về Franquin, như Et Franquin créa la gaffe của Numa Sadoul, một cuộc phỏng vấn dài hơi với người nghệ sĩ bao trùm cả quãng đời sự nghiệp của ông.
Cái chết của Franquin vào năm 1997 ở Saint-Laurent-du-Var đã không nhận được nhiều sự chú ý như Hergé. Tuy nhiên, vào năm 2004, người ta đã tổ chức một buổi triển lãm lớn đầu tiên tưởng nhớ đến các tác phẩm của ông, một cuộc triển lãm mang tên "Le monde de Franquin" (thế giới của Franquin) tại Cité des Sciences et de l'Industrie ở Paris, cuộc triển lãm này được tiếp tục vào năm 2006 ở thành phố nơi ông sinh ra, Brussels, lần này với dạng song ngữ (Pháp/Hà Lan). Vào năm 2005, một cuộc bỏ phiếu tại Wallon bầu chọn ông là "người Bỉ vĩ đại thứ 16 từ xưa đến nay".

## Các tác phẩm

### Bộ truyện tranh
| Bộ truyện          | Các năm     | Số tập | Nhà xuất bản   | Ghi chú                                                               |
| ------------------ | ----------- | ------ | -------------- | --------------------------------------------------------------------- |
| Spirou và Fantasio | 1946 - 1968 | 20     | Dupuis         | với Jijé, Henri Gillain, Maurice Rosy, Will, Greg, Jidéhem, Jean Roba |
| Modeste et Pompon  | 1955 - 1959 | 2      | Lombard        | với René Goscinny và Greg                                             |
| Gaston Lagaffe     | 1957 - 1996 | 19     | Dupuis         | với Yvan Delporte và Jidéhem                                          |
| Petit Noël         | 1957 - 1959 | 1      | Dupuis         | 4 ấn bản dạng nửa tập                                                 |
| Idées noires       | 1977 - 1983 | 2      | Fluide Glacial | với Yvan Delporte và Jean Roba                                        |
| Isabelle           | 1978 - 1986 | 4      | Dupuis         | kịch bản cùng với Delporte và Macherot, vẽ tranh bởi Will             |

### Truyện một số
- Cauchemarrant (1979, xuất bản bởi Bédérama)
- Les robinsons du rail (1981, vẽ tranh Franquin, lời thoại Yvan Delporte; xuất bản L'Atelier)
- Les démêlés d'Arnest Ringard et d'Augraphie (1981, vẽ tranh Frédéric Jannin, lời thoại Franquin và Yvan Delporte)
- Slowburn (1982, vẽ tranh Franquin, lời thoại Gotlib; xuất bản Collectoropolis)
- Les Tifous (1990, xuất bản Dessis)

### Bản thảo
- Les doodles de Franquin (xuất bản Marsu Productions)

### Sách về Franquin
- Jacky Goupil, Livre d'or Franquin: Gaston, Spirou et les autres...
- Numa Sadoul, Et Franquin créa la gaffe
- Philippe Vandooren, Franquin/Jijé
- Les cahiers de la BD #47-48
- Le monde de Franquin (ca-ta-lô triển lãm)

## Giải thưởng
- 1974: Grand Prix de la ville d'Angoulême đầu tiên, Pháp
- 1980: Adamson Awards, Thụy Điển
- 1985: Tập truyện tranh dài hay nhất của Haxtur Awards, Tây Ban Nha, cho QRN sur Bretzelburg
- 1987: Giải Grand Prix cho Nghệ thuật đồ họa tại Liên hoan Truyện tranh quốc tế Angoulême
- 1996: Giải đặc biệt cho sự nghiệp sáng tác nổi bật của Max & Moritz Prizes ở Erlangen, Đức